# مدکووتس
مدکووتس (به بلغاری: Medkovets) یک منطقهٔ مسکونی در بلغارستان است که در شهرستان مدکووتس واقع شده‌است.
 مدکووتس  ۲٬۰۵۰ نفر جمعیت دارد و ۱۸۲ متر بالاتر از سطح دریا واقع شده‌است.